# Johann Sigismund Zápolya
Johann Sigismund Zápolya (ungarisch Szapolyai János Zsigmond, kroatisch Ivan Žigmund Zapolja auch Ivan Žigmund Zapoljski; * 7. Juli 1540 in Buda (Ofen); † 14. März 1571 in Weißenburg) war 1540 bis 1551 und 1556 bis 1570 als Johann II. erwählter König von Ungarn und ab 1570 bis zu seinem Tod als Johann I. der erste Fürst von Siebenbürgen. 1551/1553 bis 1556 war er Herzog von Oppeln und Ratibor. Er war verehelicht mit Maria Eleonora, Tochter des Herzogs Wilhelm von Jülich. Mit ihm erlosch die Familie der Zapolya im Namensträgerstamm.

## Leben
Johann Sigismund entstammte der Adelsfamilie der Zápolya. Er war der Sohn von Johann Zápolya (1487–1540), König von Ungarn, Kroatien und Dalmatien, und Isabella, der Tochter von Sigismund I. „dem Alten“, König von Polen und Großfürst von Litauen und dessen zweiter Ehefrau Bona Sforza von Mailand.
15 Tage nach seiner Geburt in Ofen verstarb plötzlich sein Vater, dessen Macht vom Sultan der Osmanen, Süleyman I., gestützt wurde, und er wurde von einer ungarischen Adelsversammlung in Buda zum König gewählt. Die Vormundschaft übernahm der Bischof von Großwardein, Frater Georg Martinuzzi. Sein Thronanspruch wurde vom späteren Kaiser Ferdinand I. von Habsburg angefochten. Unter dem Vorwand, Johanns Interessen schützen zu wollen, ließ der türkische Sultan Süleyman I. 1541 seine Truppenverbände in Zentralungarn einmarschieren und Buda besetzen.
Der osmanische Sultan übergab Johann Zapolya am 25. Mai 1541 die Herrschaft über Siebenbürgen „als einem Sohn“. Zentralungarn mit der Hauptstadt Buda wurde direkt in das Reich der Osmanen annektiert und dem Islam zugeführt, im Westen, Süden und Norden des Königreichs Ungarn setzten sich die Habsburger als Landesherren durch. Die Regentschaft über den Knaben in Siebenbürgen hatte bis 1551 Frater Georg Martinuzzi inne. Nach dessen Tod wurde diese von seiner Mutter Isabella übernommen. Zwischen 1551 und 1556 fiel Siebenbürgen zeitweilig an Kaiser Ferdinand I., der Isabella zum Ausgleich die schlesischen Herzogtümer Oppeln und Ratibor übergab, die sie bis zu ihrer Rückkehr nach Siebenbürgen 1556 innehatte.
König Johann II. Sigismund Zapolya war ein Gelehrter. Er beherrschte acht Sprachen fließend, unterstützte den Musiker Valentin Bakfark und konnte etliche Musikinstrumente spielen. Er war zunächst römisch-katholisch, übte aber als König eine tolerante Haltung gegenüber anderen Religionen aus, so konvertierte zum Beispiel sein Hofarzt Giorgio Biandrata zum Protestantismus. Später hatte Franz Davidis eine große Wirkung auf den König, unter dessen Einfluss er sich zum Unitarismus bekannte. 1568 verkündete er in Turda bei Klausenburg die Religionsfreiheit (vgl. Edikt von Torda).
Als König stärkte er die Macht der Wojwoden von Siebenbürgen. 1562 wurde ein Szekler-Aufstand blutig niedergeschlagen. 1566 schloss er mit Sultan Süleyman I. ein Bündnis, in dem eine Wahlmonarchie durch die Wojwoden ohne türkisches Veto ermöglicht wurde.
Am 16. August 1570 verzichtete er im Vertrag von Speyer (siehe: Reichstage zu Speyer 1570) zugunsten von Kaiser Maximilian II. auf den ungarischen Königstitel und erhielt im Gegenzug die nicht von den Osmanen besetzten ungarischen Komitate jenseits der Theiß. Fortan nannte er sich Johann Sigismund, Transilvaniae et partium regni Hungariae princeps – Fürst von Siebenbürgen und Teilen des Königreichs Ungarn. Johann II. Sigismund Zápolya starb am 14. März 1571, kurz nachdem der Vertrag von Speyer ratifiziert worden war. Sein Sarkophag steht in der Kathedrale von Weißenburg neben dem Sarkophag seiner Mutter Isabella.

## Nachfolge
Da Johann keinen gesetzlichen Erben hatte, ernannte er seinen Berater und Schatzmeister Gáspár Bekes, der den Vertrag von Speyer ausgehandelt hatte, zu seinem Nachfolger. Die siebenbürgischen Stände aber wählten am 25. Mai 1571 in Alba Iulia Stephan Báthory zum neuen Fürsten. Mit Hilfe Habsburgs und der Szekler löste Bekes in den Folgejahren zwei Aufstände aus, musste sich aber 1574 nach der Schlacht bei Kerelőszentpál endgültig geschlagen geben. Nach seiner Wahl zum König von Polen-Litauen bewog Stephan Báthory die Stände dazu, die Herrschaft seinem Bruder Christoph zu übergeben. Dessen Sohn wiederum, Sigismund Báthory von Somlyo, trat das Land 1598 im Austausch gegen die schlesischen Herzogtümer Oppeln und Ratibor an das Haus Österreich ab und Sigismund Báthory, Fürst und Herzog von Oppeln und Ratibor, Ritter des Ordens vom Goldenen Vlies erhielt am 11. Februar 1604 das Böhmische Inkolat und legte am 26. Februar 1604 das Bekenntnis zum Lande im Herrenstand ab.